# Renée Lebas
Renée Lebas, all'anagrafe Lieben Renee (Parigi, 23 aprile 1917 – Parigi, 18 dicembre 2009), è stata una cantante e produttrice discografica francese.

## Biografia
Da bambina visse nel quartiere della Bastiglia, con i suoi genitori, ebrei rumeni immigrati in Francia, con la sua sorella minore. Nel tardo 1930, stesse amicizia con Nathan Korb e con Francis Lemarque in futuro.
Intraprese numerosi lavori: dattilografa, ballerina, giornalista, prima di vincere nel 1937 in una radio gancio organizzato dal Radio City. incomincia come ad esibirsi nei cabaret a La Conga,in rue de la Fontaine. Vi incontra Raymond Asso. Registrò il suo primo album nel 1939 e firmò un contratto con Pathé nel maggio 1940.
Nel giugno 1940 i nazisti sono a Parigi. Vietata dalla occupante, andò in zone libere. Essa si trasferisce a Cannes nel 1941, accompagnato sul palco dal pianista Michel Emer. compose e scrisse D'l'autre côté de la rue" ("Sulla l'altra parte della strada.") Paolo Misraki propose di creare "Insensiblement".
Nel luglio 1942, il dramma, della sua sorella più giovane e di suo padre morti nel rastrellamento del Vél d'Hiv. Su consiglio di Francesco Carco decise di rifugiarsi in Svizzera, a Losanna.
Registra, nel 1942, e Insensiblement. L'altra parte della strada eseguita per la Radio Suisse Romand, un pensiero circa la situazione in Francia.
Nel 1943 registrò: 14 luglio, il famoso anti-Jean Gilles Vilard esilio e il brano scritto da François Reichenbach, anch'egli in esilio in Svizzera.
Alla liberazione tornò in Francia. E fu la prima a registrare un disco in studio a Parigi. Lei decise di verificare sul palco alla ABC e il Théâtre de l'Étoile nel 1964. Poi ritornò agli europei, a Alhambra e Bobino.
È circondata da scrittori e musicisti di eccezione. ad eccezione di Norbert Glanzberg e Wal-Berg. Emil Stern ha composto nel 1946 Dove sei amore mio? (Où es-tu mon amour?), (testo di Eddy Marnay). Lo stesso autore e compositore rende la canzone Fontana dia Varsavia con il tema della Shoah.
Crea La Mer di Charles Trenet. Léo Ferré, ancora sconosciuta nel 1948, registrò la Terra gira.
Ella canta con Charles Aznavour, Jacques Brel, Francesco Carco, Francis Lemarque, Boris Vian.
Registrò Grazie tre volte (Trois fois merci), senza successo, Jacqueline catture Francesco fino al colpo di Stato, il record e di fatto un tubo!(en faite une tube!)
Ha dato il suo ultimo concerto nel 1963 e ha deciso di dedicarsi alla produzione di cantanti, tra cui Regine e Serge Lama.

## Repertorio
- 1940: L'Accordéoniste
- 1942: D'l'autre côté de la rue
- 1942: Insensiblement
- 1942: Je suis seule ce soir
- 1943: Exil
- 1943: 14 juillet
- 1943: Un petit bouquet de violettes
- 1946: La Mer
- 1946: Où es-tu mon amour?
- 1946: La Fontaine de Varsovie
- 1946: Ils ont foutu ça dans le journal
- 1948: Elle tourne...la terre
- 1949: L'Île Saint-Louis
- 1952: Tire l'aiguille
- 1955: La Valse des lilas
- 1955: Moi mon Paris
- 1955: Sans blague
- 1956: La Complainte de la butte
- 1956: Mon ami réveille-toi
- 1957: La Marie Vison
- 1957: Mets deux thunes dans l'bastringue Harlem